# Takasagovolva
Genre
Takasagovolva est un genre de mollusques gastéropodes de la famille des Ovulidae.

## Liste d'espèces
Selon World Register of Marine Species (7 novembre 2020) :
- Takasagovolva gigantea Azuma, 1974
- Takasagovolva honkakujiana (Kuroda, 1928)